# Guelphen-Ordens-Medaille

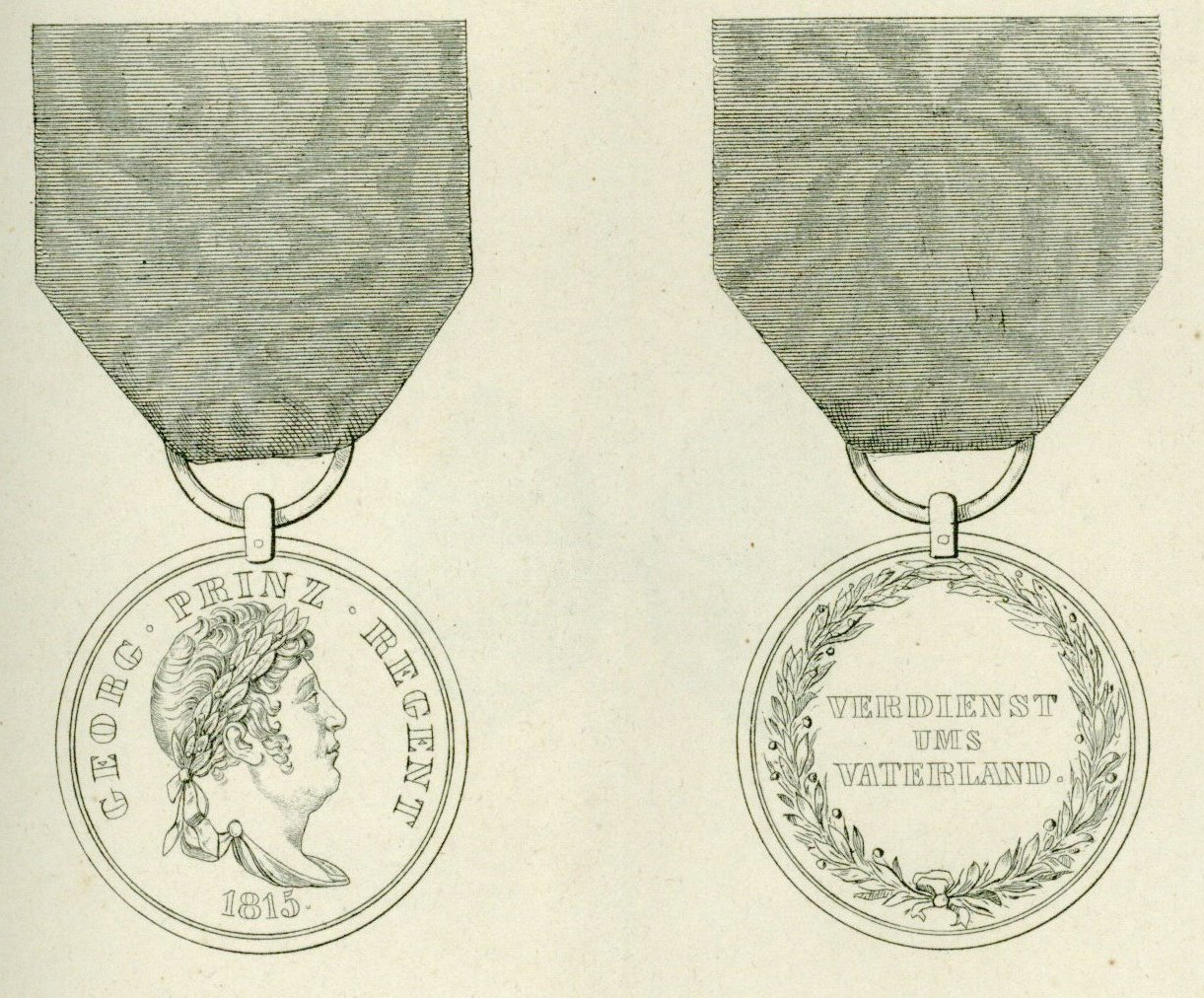
Guelphen-Medaille

Die Guelphen-Ordens-Medaille war eine zusätzliche Hannoveraner Auszeichnung neben dem eigentlichen Guelphen-Orden.
Gestiftet wurde diese Medaille am 12. August 1815 um die Tapferkeit der Unteroffiziere und Soldaten zu ehren. Stifter war König Ernst August. Inhaber der Medaille konnten auch nach Beendigung ihres militärischen Dienstes die Auszeichnung weiter tragen. Die Verleihung war mit einer jährlichen Zuwendung von 24 Reichsthalern verbunden.

## Ordensdekoration
Die Ordensdekoration war eine silberne Medaille mit dem Brustbild des Stifters auf der Vorderseite und der Umschrift „GEORG PRINZ REGENT“. Die Rückseite mit der Inschrift „VERDIENST UMS VATERLAND“ hatte eine für den Träger persönliche Gravur. Am Rand umlaufend war der Vor- und Zuname des Geehrten graviert.

## Ordensband
Das Ordensband war das Band des Guelphen-Ordens.